# 細岡車站
細岡車站（日语：／ Hosooka eki */?）是一由北海道旅客鐵道（JR北海道）所經營的鐵路車站，位於日本北海道釧路郡釧路町境內，是釧網本線沿線車站之一。隸屬JR北海道釧路支社管轄範圍，無人駐守的細岡是由釧路車站代管。
細岡車站的站名由來有兩種說法，其一說是附近的達古武山（たんこぶ山，其名源自愛奴語中的「tapkop/（小丘）」）在釧路川左岸處因為有如細細的山岡相連，因而命名為「細岡」（細い岡）。另有一說則認為鐵路在建設時當時的監督官姓「細岡」，因此以自己的姓氏替車站命名。
細岡車站是位在幅員遼闊的釧路濕原國立公園中央位置處的車站，在車站東側不遠處可以見到濕原邊緣地帶諸多湖泊之一的達古武沼。

## 歷史
- 1927年（昭和2年）9月15日 - 以國有鐵道車站的身份開始營業，屬一般車站等級。
- 1973年（昭和48年）2月5日 - 廢除貨運及行李托運服務，車站簡易委託化。
- 1987年（昭和62年）4月1日 - 國鐵分割民營化後，由JR北海道繼承。
- 後來 - 廢除簡易委託，車站完全無人化。
- 1993年（平成5年）6月1日 - 車站改建完成。
- 2023年（令和5年）3月18日 - 改為臨時車站，僅在4月25日至11月30日營業[2]。

## 車站周邊
- 釧路濕原國立公園
- 達古武沼
- 達古武木道
- 達古武露營場
- 釧路川

## 相鄰車站
北海道旅客鐵道（JR北海道）
■釧網本線
快速「知床」
通過
普通
塘路（B58）－細岡（B57）－釧路濕原（B56）－遠矢（B55）
（※）

### 文獻
- 《道內時刻表》2006年8月號，交通新聞社（日本札幌）。
- 《北海道 2006全新版》，原著：實業之日本社Blue Guide編輯部，中文版：人人出版社，台北 ISBN 986-7916-93-X

### 網站
1. ↑  細岡車站（JR北海道釧路支社） 的存檔，存档日期2011-08-20.
2. ↑   (PDF) (新闻稿). 北海道旅客鉄道. 2022-12-16  [2022-12-16]. （原始内容 (PDF)存档于2022-12-16）.

## 外部連結
- （日語）JR北海道 – 細岡車站 （页面存档备份，存于）
- （日語）全驛參觀之旅 （页面存档备份，存于）